# Ancemont
Ancemont je francouzská obec v departementu Meuse v regionu Grand Est. Žije zde 525 obyvatel.

## Poloha obce

### Sousední obce
| Růžice kompasu |                        | Dugny-sur-Meuse |                 | Růžice kompasu |
| Růžice kompasu | Senoncourt-les-Maujouy | Sever           | Dieue-sur-Meuse | Růžice kompasu |
| Růžice kompasu | Senoncourt-les-Maujouy | Ancemont        | Dieue-sur-Meuse | Růžice kompasu |
| Růžice kompasu | Senoncourt-les-Maujouy | Jih             | Dieue-sur-Meuse | Růžice kompasu |
| Růžice kompasu |                        | Souilly         | Les Monthairons | Růžice kompasu |